# Xylocopa nigricaula
Xylocopa nigricaula är en biart som först beskrevs av Leveque 1928.  Xylocopa nigricaula ingår i släktet snickarbin, och familjen långtungebin. Inga underarter finns listade i Catalogue of Life.